# Sysne udd

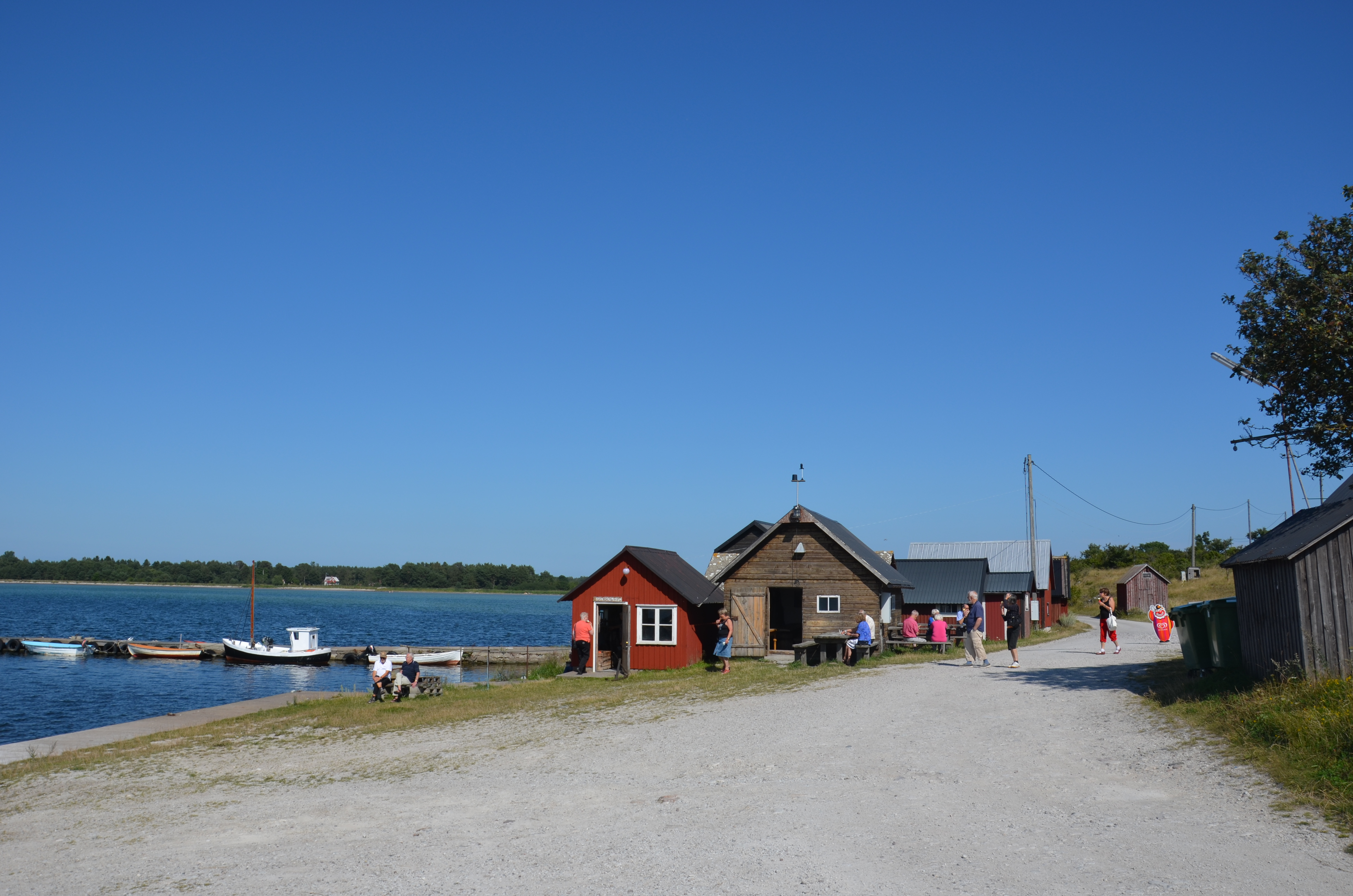
Fiskebodar i Sysne fiskehamn.

Sysne udd är en udde i den sydostliga delen av Östergarnslandet i Gammelgarns socken på Gotland. På uddens insida mot väster ligger fiskehamnen Sysne.
På Sysne udd finns en gravplats från den ryska ockupationen av Gotland 1808. Den enda som då omkom var båtsmannen Carl Fredrik Andersson Carlström, båtsmansnamn Lindgren (1779-1808) vid 1:a Södermanlands Båtsmanskompani, som förolyckades vid ett fall från riggen på linjeskeppet Konung Gustav IV Adolf vid Sandviken. Den svenska undsättningsexpeditionen hade debarkerat sina medförda 2.000 man starka marktrupp i Sandviken den 15 maj 1808.